# Óscar Villalobos
Óscar Villalobos García (Pimentel, Chiclayo, 8 de noviembre de 1944 - Trujillo, La Libertad, 9 de diciembre de 2012) fue un futbolista peruano. Jugaba de entreala derecho y defensa central, desarrollando gran parte de su carrera en el club Carlos A. Mannucci y posteriormente llegando a ser entrenador del primer equipo.
Don Óscar es recordado con mucha justicia por lo que hizo dentro de la cancha, pero también se le recuerda y admira por su conducta fuera de ella.

## Trayectoria
Su trayectoria como futbolista empezó en el Alfonso Ugarte en 1963, pero no debutó en el primer equipo hasta 1965. En esos años el club fue invitado al primer campeonato descentralizado que se iba a realizar en el país, en ese mismo año su equipo fue de los más bajos del campeonato, al año regresa a la liga de origen y gana la Copa Perú, tras ello Villalobos no llega a arreglar contrato con el conjunto puneño. En 1967, Villaobos cruza la cordillera para jugar en Carlos A. Mannucci de Trujillo. A partir de ese momento, se mantuvo como titular hasta mediados de 1978.
En principio, solo venía por tres años, pero terminó quedándose por más de tres lustros. Su juego elegante, su improvisación en el campo de juego y el ascendiente que tenía sobre sus compañeros llamaron positivamente la atención del medio futbolístico, símbolo de la entrega total, de un liderazgo influyente y ejemplar. De hecho, se le considera el principal referente del equipo carlista campeón en 1969 y capitán histórico del club, donde fue secundado por otros ilustres como el brasileño Moacyr Pinto, Carlos Delgado, entre otros. En 1979, tomó la decisión de retirarse del fútbol profesional, tras 14 temporadas y a la edad de treinta y seis años, siempre identificado con la camiseta tricolor. En Carlos Mannucci mantiene el récord de 338 partidos jugados en Primera División.
Óscar Villalobos es uno de los mejores futbolistas que vistió la camiseta del Mannucci sino el mejor, su buen porte físico y gran estatura no sólo le permitieron imponerse y cortar jugadas del rival, sino que también le daban ventaja para marcar goles de cabeza. "Oscar Villalobos es mejor que Héctor Chumpitaz y Orlando La Torre" declaraba el paraguayo Miguel Ortega, entrenador del Mannucci tras salir campeón en 1969.
En diciembre de 2012, Óscar se encontraba jugando fulbito en el Club DEMA cuando un impertinente paro cardiaco puso fin a su vida. La muerte se llevó al Gran Capitán del fútbol liberteño, pero no a su recuerdo y menos del hombre quien sin nacer en Trujillo se hizo ídolo en Mannucci.

## Clubes
| Club               | País | Año       |
| ------------------ | ---- | --------- |
| Alfonso Ugarte     | Perú | 1965-1967 |
| Carlos A. Mannucci | Perú | 1968-1979 |

## Palmarés

### Campeonatos nacionales
| Título    | Club               | País | Año  |
| --------- | ------------------ | ---- | ---- |
| Copa Perú | Alfonso Ugarte     | Perú | 1967 |
| Copa Perú | Carlos A. Mannucci | Perú | 1968 |
| Copa Perú | Carlos A. Mannucci | Perú | 1969 |